# Туркменістан на Чемпіонаті світу з водних видів спорту 2015
Туркменістан взяв участь у Чемпіонаті світу з водних видів спорту 2015, який пройшов у Казані (Росія) від 24 липня до 9 серпня.

## Плавання
Туркменські плавці виконали кваліфікаційні нормативи в дисциплінах, які наведено в таблиці (не більш як 2 плавці на одну дисципліну за часом нормативу A, і не більш як 1 плавець на одну дисципліну за часом нормативу B):
Чоловіки
| Спортсмен        | Дисципліна           | Попередній заплив | Попередній заплив | Півфінал        | Півфінал        | Фінал           | Фінал           |
| Спортсмен        | Дисципліна           | Час               | Місце             | Час             | Місце           | Час             | Місце           |
| ---------------- | -------------------- | ----------------- | ----------------- | --------------- | --------------- | --------------- | --------------- |
| Мердан Атаєв     | 50 м на спині        | 26.64             | 45                | Завершив виступ | Завершив виступ | Завершив виступ | Завершив виступ |
| Мердан Атаєв     | 100 м на спині       | 57.57             | 49                | Завершив виступ | Завершив виступ | Завершив виступ | Завершив виступ |
| Валентин Горшков | 50 м вільним стилем  | 25.07             | 77                | Завершив виступ | Завершив виступ | Завершив виступ | Завершив виступ |
| Валентин Горшков | 100 м вільним стилем | 54.28             | 88                | Завершив виступ | Завершив виступ | Завершив виступ | Завершив виступ |

Жінки
| Спортсменка     | Дисципліна           | Попередній заплив | Попередній заплив | Півфінал         | Півфінал         | Фінал            | Фінал            |
| Спортсменка     | Дисципліна           | Час               | Місце             | Час              | Місце            | Час              | Місце            |
| --------------- | -------------------- | ----------------- | ----------------- | ---------------- | ---------------- | ---------------- | ---------------- |
| Мерджен Сариєва | 50 м вільним стилем  | 30.17             | 90                | Завершила виступ | Завершила виступ | Завершила виступ | Завершила виступ |
| Мерджен Сариєва | 100 м вільним стилем | 1:05.85           | 85                | Завершила виступ | Завершила виступ | Завершила виступ | Завершила виступ |
| Дарія Семенова  | 50 м брасом          | 37.64             | 59                | Завершила виступ | Завершила виступ | Завершила виступ | Завершила виступ |
| Дарія Семенова  | 100 м брасом         | 1:23.19           | 65                | Завершила виступ | Завершила виступ | Завершила виступ | Завершила виступ |